# Bergheim
Bergheim je město v německé spolkové zemi Severní Porýní-Vestfálsko. Je správním centrem a po Kerpenu druhým největším městem zemského okresu Rýn-Erft ve vládním obvodu Kolín nad Rýnem. Leží v Kolínské nížině přibližně 20 kilometrů západně od Kolína nad Rýnem, správního centra vládního obvodu a největšího města Severního Porýní-Vestfálska. Nejvyšší bod města Glessener Höhe leží v nadmořské výšce 205,8 metrů. Městem protéká řeka Erft. V Bergheimu se nachází tepelná elektrárna Niederaußem, která má druhou nejvyšší chladicí věž na světě. Město patří k nejvýznamnějším producentům hnědého uhlí v Evropě. V roce 2013 zde žilo přes 59 tisíc obyvatel.

## Historie

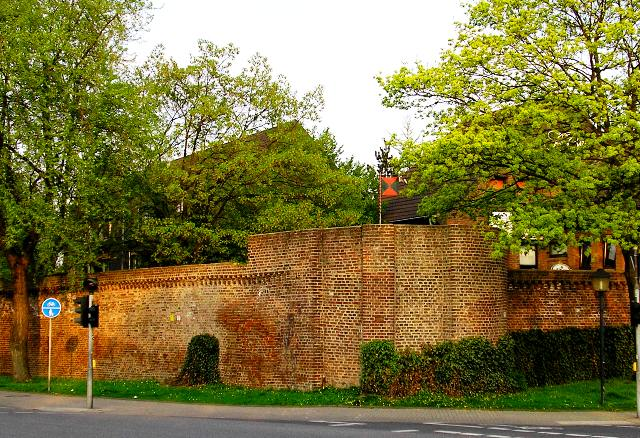
Zbytky středověkého opevnění

Oblast dnešního Bergheimu byla osídlena zřejmě již v době 4000 let před naším letopočtem, a to především v severních částech města. V oblasti se kolem roku 50 před naším letopočtem usadili Římané a kolem města procházela římská cesta Via Belgica vedoucí z Kolína nad Rýnem do Boulogne-sur-Mer v dnešní Francii. Po odchodu Římanů osídlili oblast Frankové.
První písemná zmínka o Bergheimu pochází z roku 1028, ačkoliv některé městské části byly připomínány v dokumentech i dříve. Podle dokumentů vlastnil Hezelein, bratr Ezza Lotrinského, panství Bergheim, které bylo součástí Svaté říše římské. Město bylo podřízeno opatství Kornelimünster. Ve 13. století se stala oblast součástí vévodství Jülich. Zdejší vévodové zde nechali vybudovat hrad a osada kolem hradu se dále rozvíjela. Roku 1300 obdržel Begheim městská práva. Obchodní stezka mezi Kolínem nad Rýnem a Cáchami procházela ve středověku přímo středem Bergheimu a město se tak stalo významným obchodním a tržním místem. Ve středověku byl Bergheim opevněn zdí se dvěma městskými branami. Do dnešních dob se zachovala brána Aachener Tor a část opevněné zdi s věží. Po převzetí panství vévodou Gerhardem von Jülich-Berg proběhlo v Bergheimu roku 1440 společné setkání vévodů a biskupů z Kolína, Dietricha II. z Moers a hraběte Friedricha IV. z Moers. Město později navštívil také Gerhardův syn Wilhelm von Jülich-Berg. Begheim se stal ve středověku oblíbeným místem setkání vévodů z Jülich.
V roce 1542 bylo město z velké části poničeno v důsledku válečného tažení císaře Karla V. Habsburského. Poté význam města poklesl a jeho rozvoj se zastavil až do 19. století. Po pádu Svaté říše římské se stal Bergheim součástí francouzského départementu de la Roer. Roku 1816 se stal součástí Pruska a byl ustanoven okresním městem. K novému rozvoji města došlo po roku 1890 s příchodem industrializace v rámci průmyslové revoluce. Otevření hnědouhelných dolů v okolí a napojení na železniční síť v Porýní významně přispěly k jeho rozvoji. V roce 1935 byla většina obyvatel zaměstnána v oblasti těžby uhlí nebo v chemickém průmyslu, více než v zemědělství. V průběhu druhé světové války bylo město značně poškozeno nálety spojeneckých vojsk. V roce 1958 byli do Bergheimu přesídleni obyvatelé obce Wieden, která padla v důsledku těžby uhlí. V 80. letech ustoupila těžbě uhlí také část Bergheimu a obyvatelé přesídlili do jiných míst zemského okresu Rýn-Erft. V rámci regionální územní reformy v roce 1975 se stal Bergheim správním centrem zemského okresu Rýn-Erft a byly k němu připojeny obce Glesch, Niederaußem, Oberaußem-Fortuna, Quadrath-Ichendorf, Paffendorf a Rheidt-Hüchelhoven a několik dalších částí okolních obcí a měst.

## Partnerská města
- Chauny, Francie
- Andenne, Belgie
- Briey, Francie (partnerství s Briey udržuje pouze Niederaußem, městská část Bergheimu)

## Galerie

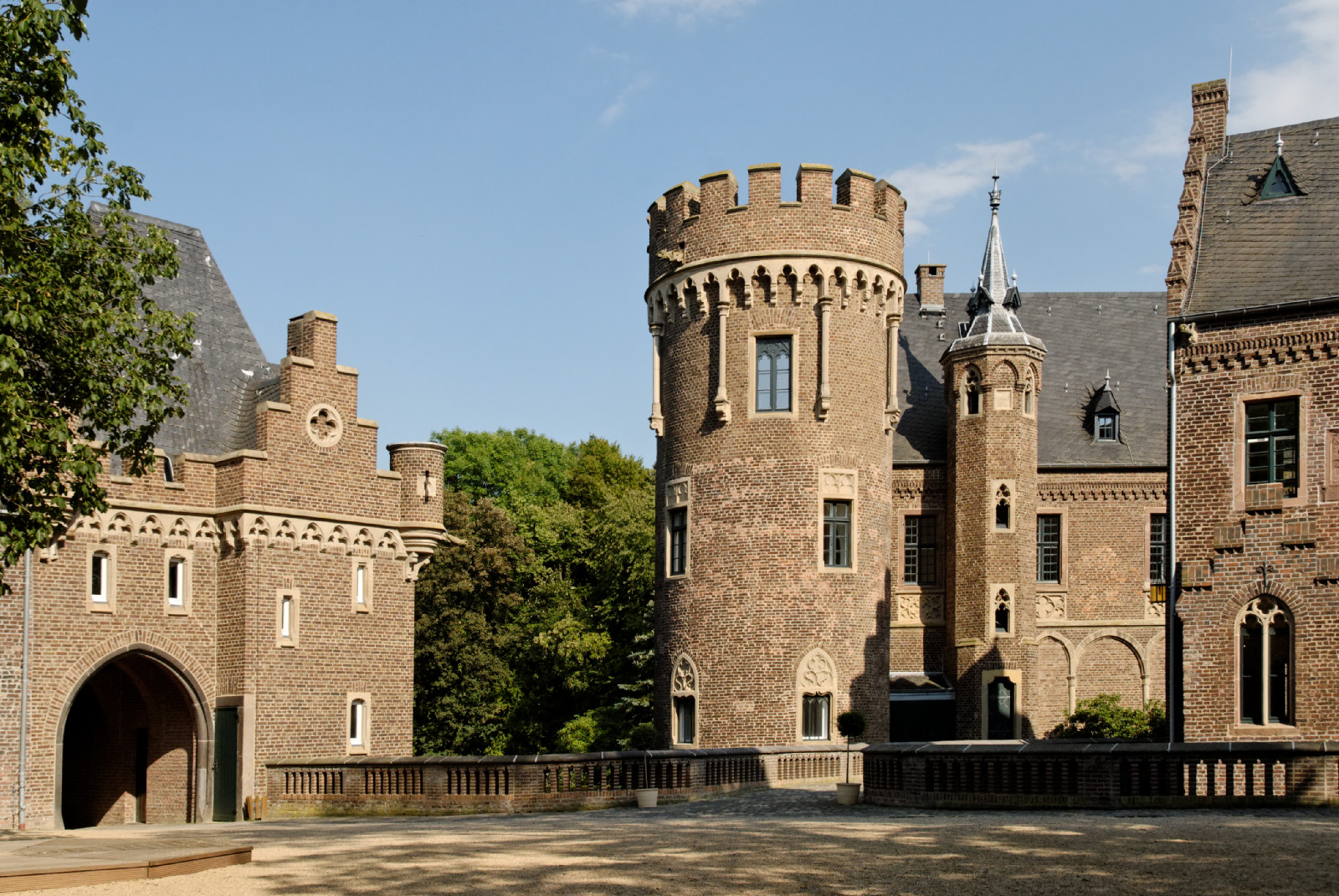
Zámek Paffendorf
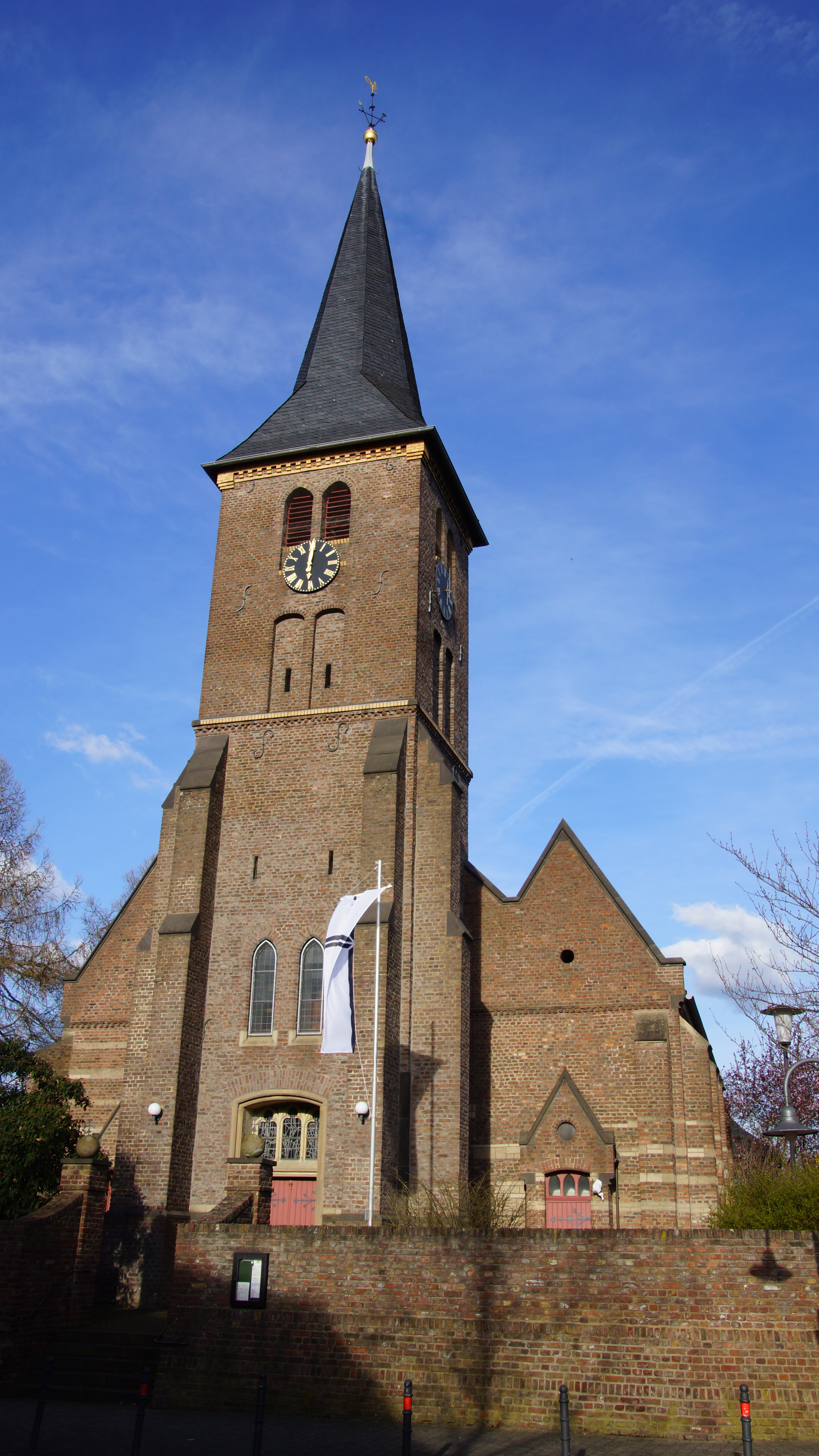
Kostel svatého Jana Křtitele
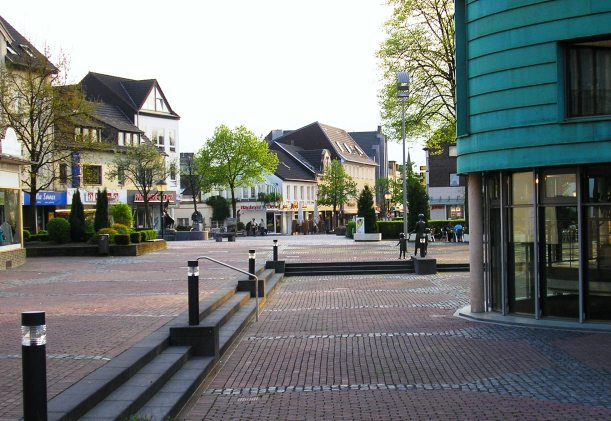
Centrum města
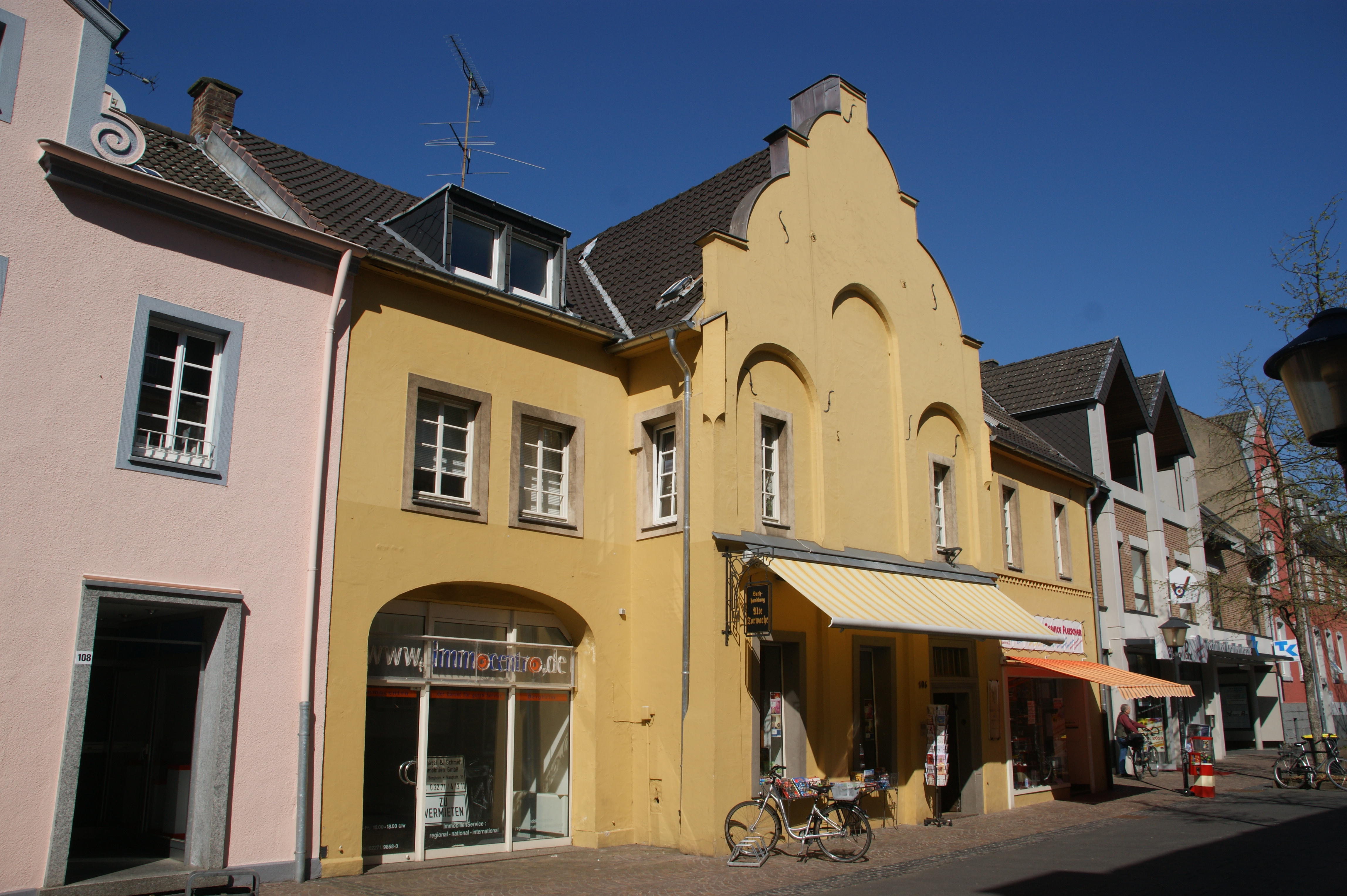
Historické domky
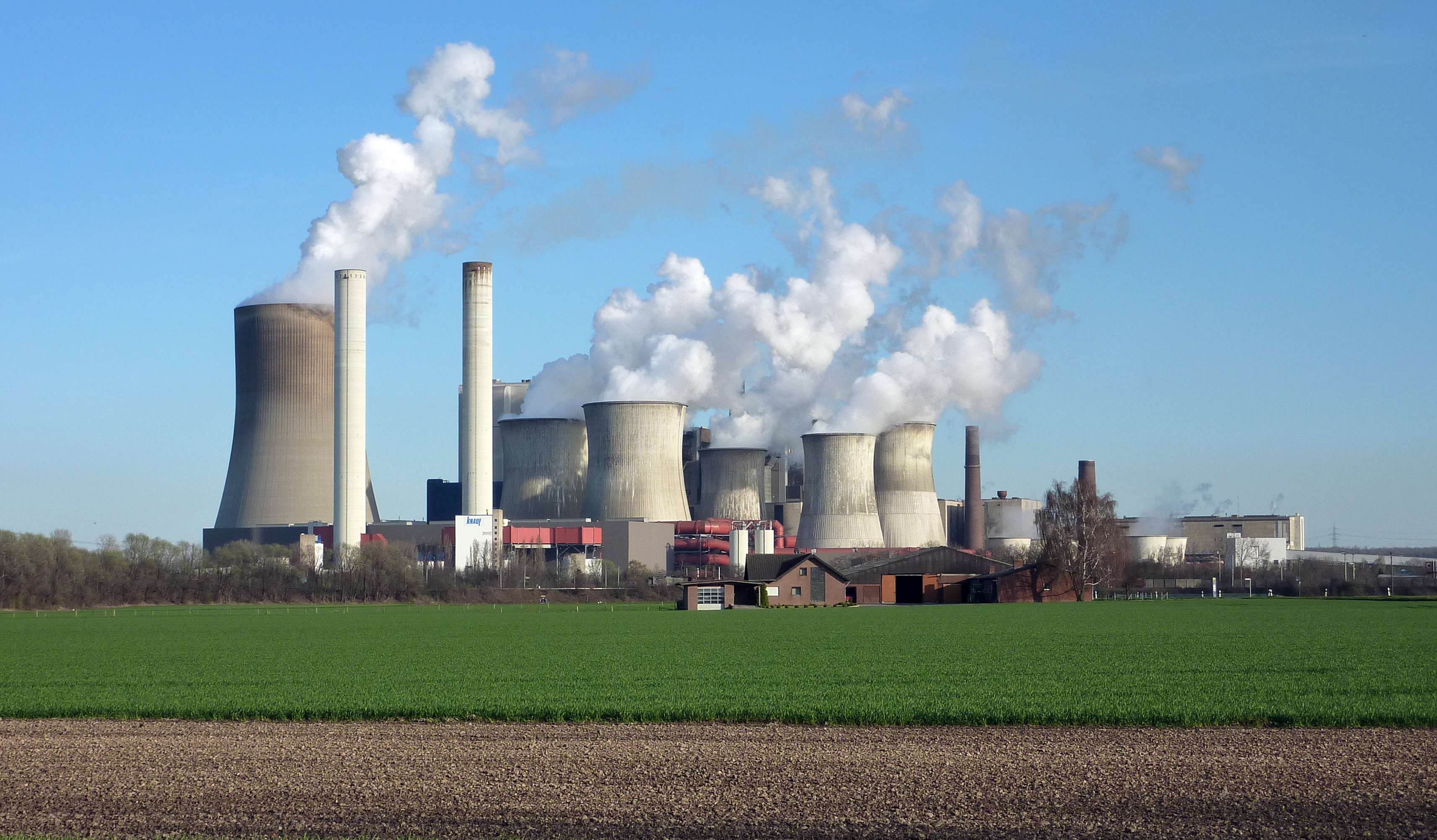
Tepelná elektrárna Niederaußem